# Fashion Box
Fashion Box S.p.a. è un'azienda italiana fondata nel 1981 da Claudio Buziol. La sede è situata a Casella d'Asolo, in provincia di Treviso.

## Storia
Fondata da Claudio Buziol nel 1981, dopo la morte del fondatore, avvenuta nel 2005, l'azienda passa nelle mani della moglie Paola Dametto. Cinque anni dopo, la società Equibox Holding S.p.A., controllata dai fratelli Matteo e Massimo Sinigaglia (figli di Paolo Sinigaglia), acquista il 50,49% delle quote.
Nel 2016 Paola Dametto esce dalla società, cedendo le rimanenti azioni a Equibox Holding S.p.A. Poco dopo, il 29% dell'azienda viene rilevata dalla cinese Belle International holding Ltd. con sede a Shenzhen.

## Marchi
Con i marchi Franklin & Marshall, Red Seal, White Seal, Replay e relativi sub-brand, l'azienda produce e distribuisce abbigliamento casual, accessori e calzature per uomo, donna e bambino. I jeans rappresentano il principale pilastro produttivo e progetti di estensione del brand.

## Negozi
La società è presente nei mercati europei, in Medio Oriente, Asia, America e Africa, con una rete di distribuzione in circa 50 paesi e possiede 3.000 punti vendita e 200 negozi. Le esportazioni rappresentano l'85% del fatturato.